# Murphy (Carolina del Nord)
Murphy è una località degli Stati Uniti d'America, capoluogo della contea di Cherokee, nello Stato della Carolina del Nord.